# Fredrik Glans
Axel Fredrik Glans, född 10 augusti 1910 i Stockholm, död 16 november 2001, var en svensk skulptör och gymnastikdirektör.  

## Biografi
Glans utbildade sig till gymnastikdirektör vid Centralinstitutet (GCI) i Stockholm 1933 och i sjukgymnastik i Frankrike 1935–1943. 
Han bedrev konststudier vid Lyons konstakademi 1936–1938, och vid Grünewalds konstskola i Stockholm 1943–1945 samt skulpturstudier i Lyon 1945–1947. Separat ställde han ut i Lyon, Paris och Falun. Bland hans offentliga arbeten märks bland annat reliefer, mosaiker, mosaikfönster och träskulpturer utförda i Frankrike och glasfönster för St Ansgars kyrka i Stockholm, arbeten vid Söderbärke kyrka, Leksands kyrka, Orsa kyrka och Retreatgården i Rättvik samt träreliefer till Falu lasarett och Falu elverk. Hans änka donerade hans träskulptur Sankta Maria och Jesusbarnet till Sofia Albertina kyrka i Landskrona. 
Glans är representerad vid Nationalmuseum, Institut Tessin i Paris och Arkivmuseet i Lund. 

### Familj
Fredrik Glans var son till spårvägsarbetaren Axel Glans och Anna Karlsdotter och gift med konstnären Birgitta Fahlbeck.